# John Doe (serial)
Misteriosul John Doe este un serial de televiziune științifico-fantastic american care a fost difuzat pentru prima dată de către canalul FOX în perioada 2002-2003.
Personajul principal, John Doe, este un geniu al prezentului, poate răspunde la orice întrebare, mai puțin la întrebările despre propria persoană. John Doe ajută poliția în rezolvarea unor cazuri și încearcă să afle adevărul despre identitatea sa.

## Synopsis
„M-am trezit pe o insulă lângă Seattle. Nu știu cum am ajuns acolo. Sau cine eram. Dar se pare că știu tot în afară de astea. Sunt lucruri despre mine pe care nu le înțeleg. Un semn. Faptul că nu văd color. Și în timp ce darurile mele dau răspunsuri altora eu încă le caut pe ale mele. Mă numesc John Doe.”
În scena de deschidere a episodului pilot, un om misterios se trezește pe o insula din largul coastelor din Seattle, Washington, gol, fără absolut nicio memorie despre cine este sau cum a ajuns acolo. Cu toate acestea, în afară detaliilor privind trecutul său, "John Doe", așa cum se numește el, pare să aibă acces la toate cunoștințele umane: el știe cât de multe adâncituri sunt pe o minge de golf, care este populația Marocului și alte astfel de informații obscure (sau nu chiar atât de obscure). El are și cunoștințe de specialitate despre orice, de la bursa de mărfuri la calculatoare. Pe parcursul serialului, John încearcă să găsească indicii despre trecutul său, folosind capacitățile sale neobișnuite în timp ce ajută persoanele aflate în unele încurcături. În cele din urmă devine clar faptul că o conspirație internațională cunoscută sub numele de Organizația Phoenix urmărește fiecare mișcare a lui John.

## Cine este John Doe?
După ce serialul a fost anulat, unul dintre producătorii săi a dezvăluit secretul adevăratei identități a personajului principal într-un interviu acordat revistei americane TV Guide: Organizația Phoenix, a spus el, era un grup care efectua experiențe aproape de moarte. Ei credeau că puteau obține suma totală a cunoștințelor din univers în momentul morții, astfel încât l-au ucis John și l-au adus înapoi la viață pentru a avea acces la aceste cunoștințe.
Din vizionarea ultimului episod a reieșit că un prieten apropiat al lui John era, de fapt, adevăratul conducător al Organizației Phoenix.

## Actori

### Rolurile principale
- Dominic Purcell este John Doe (21 episoade)
- John Marshall Jones este Frank Hayes (20 episoade)
- Jayne Brook este Jamie Avery (20 episoade)
- Sprague Grayden este Karen Kawalski (13 episoade)
- William Forsythe este Digger (19 episoade)

### Rolurile secundare
- Rekha Sharma este Stella
- David Lewis este Stu
- Michelle Hart este Nance Fenton
- Grace Zabriskie este Yellow Teeth
- Gary Werntz este Trenchcoat
- David Parker este Detectivul Roosevelt
- Gabrielle Anwar este Rachel
- Matt Winston este Samuel Donald Clarkson

## Episoade
1. Pilot
2. Blood Lines
3. Do, Re. Me
4. Past Imperfect
5. John Deux
6. Low Art
7. Mind Games
8. Idaho
9. Manifest Destiny
10. The Mourner
11. John D.O.A
12. Tone Dead
13. Family Man
14. Ashes to Ashes
15. Psychic Connection
16. Illegal Alien
17. Doe or Die
18. Save As...John Doe
19. Shock to the System
20. Remote Control
21. The Rising